# Carcaixent
Carcaixent (spanisch Carcagente) ist eine Stadt in der Region Valencia in Spanien. Seit 2017 ist
Braunfels die Partnerstadt.

## Lage
Carcaixent liegt in der Comarca Ribera Alta, circa 40 Kilometer südlich von Valencia und 4,6 Kilometer von Alzira entfernt.

## Sehenswürdigkeiten
- Kloster Aigües Vives
- Route der Klöster von Valencia

## Persönlichkeiten
- Francisco Pons Boigues (1861–1899), Geisteswissenschaftler und Bibliothekar